# Maria Czekańska
Maria Czekańska (ur. 24 stycznia 1902 w Pniewach, zm. 9 kwietnia 1991 w Poznaniu) – polski geograf. Pracowała będąc profesorem na Uniwersytecie Adama Mickiewicza w Poznaniu. Tworzyła prace z dziedziny oceanografii, geografii regionalnej i dydaktyki geografii, m.in. "Zarys metodyki geografii".

## Życiorys
Urodzona w rodzinie nauczycielskiej. Edukację rozpoczęła w Pile. Od 1919 w Poznaniu w Liceum im. Dąbrówki (matura 1920). W latach 1921–1926 studiowała geografię na Uniwersytecie Poznańskim (praca magisterska: Stopień zniemczenia nazw topograficznych w Polsce północno-zachodniej). Do 1939 pracowała jako nauczyciel gimnazjalny, jednocześnie kontynuując studia. Zaproponowała m.in. nowy podział południowego Bałtyku, tworząc wiele nowych nazw i pojęć dotyczących morfologii dna morskiego. Stopień doktora otrzymała w 1933 dzięki studium Zlodzenie Bałtyku. Interesowała się problematyką batymetrii, krajami skandynawskimi, polskim Pomorzem (w tym Zachodnim) i badaniami Bałtyku.
W latach 1940–1945 prowadziła nauczanie w tajnych kompletach w Warszawie i Małej Wsi koło Grójca. W 1945 powróciła do Poznania. Zainteresowania powojenne koncentrowały się wokół Ziem Zachodnich Polski. Była współautorką Monografii Odry, autorką studiów Obszar ujściowy Odry, Fale burzowe na południu Bałtyku (wszystkie opublikowane w 1948). W 1950 została członkiem komitetu redakcyjnego czasopisma Geografia w Szkole. Od 1956 była adiunktem na UAM (Wydział Biologii i Nauk o Ziemi). Brała aktywny udział w pracach Polskiego Towarzystwa Geograficznego. Od 1960 docent. Od 1962 dziekan Wydziału Biologii i Nauk o Ziemi. Od 1966 profesor nadzwyczajny. Od 1967 do 1971 kierownik Zakładu Geografii Regionalnej i Dydaktyki przy Katedrze Geografii Fizycznej UAM. W latach 1975–1978 uczestniczyła w pracach UNESCO w polsko-niemieckiej komisji do spraw doskonalenia podręczników. W 1980 otrzymała medal KEN.
Dorobek Marii Czekańskiej stanowi około 200 pozycji bibliograficznych.
Pochowana na cmentarzu junikowskim w Poznaniu.